# Jesús Marimón
Jesús Marimón, né le 9 septembre 1998 à Maria La Baja en Colombie, est un footballeur colombien. Il évolue au poste de milieu défensif au Royal Excel Mouscron.

## Biographie
Marimón est issu du centre de formation d'Once Caldas. Le 17 août 2015, il fait ses débuts en Liga Águila contre les Jaguares de Córdoba (match nul 1-1). Lors de ce match, il est remplacé par Sebastián Penco à la 83e minute de jeu. 
Avec l'équipe de Colombie des moins de 17 ans, il participe au championnat de la CONMEBOL des moins de 17 ans en 2015. La Colombie se classe sixième de ce tournoi.
Le 24 juillet 2018, il signe au Royal Excel Mouscron en Division 1 belge et connaît sa première expérience étrangère.

## Statistiques
| Saison                | Club                  | Championnat           | Championnat | Championnat | Coupe(s) nationale(s) | Coupe(s) nationale(s) | Compétition(s) continentale(s) | Compétition(s) continentale(s) | Compétition(s) continentale(s) | Total | Total |
| Saison                | Club                  | Division              | M.          | B.          | M.                    | B.                    | Comp.                          | M.                             | B.                             | M.    | B.    |
| 2015                  | Once Caldas           | Liga Águila           | 11          | 0           | 2                     | 0                     | -                              | 0                              | 0                              | 13    | 0     |
| 2016                  | Once Caldas           | Liga Águila           | 23          | 1           | 3                     | 0                     | -                              | 0                              | 0                              | 26    | 1     |
| 2017                  | Once Caldas           | Liga Águila           | 15          | 0           | 3                     | 0                     | -                              | 0                              | 0                              | 18    | 0     |
| 2018                  | Once Caldas           | Liga Águila           | 6           | 0           | 2                     | 0                     | -                              | 0                              | 0                              | 8     | 0     |
| Sous-total            | Sous-total            | Sous-total            | 55          | 1           | 10                    | 0                     | -                              | 0                              | 0                              | 65    | 1     |
| 2018-2019             | Royal Excel Mouscron  | Division 1A           | 0           | 0           | 0                     | 0                     | -                              | 0                              | 0                              | 0     | 0     |
| Sous-total            | Sous-total            | Sous-total            | 0           | 0           | 0                     | 0                     | -                              | 0                              | 0                              | 0     | 0     |
| Total sur la carrière | Total sur la carrière | Total sur la carrière | 55          | 1           | 10                    | 0                     | -                              | 2                              | 0                              | 67    | 1     |